# Гегамський хребет
Гегамський гірський хребет (вірм. Գեղամա լեռնաշղթա), раніше також Ахманган (вірм. Ահմանգան) — платоподібний вододіл басейнів озера Севан — зі сходу, притоків річки Аракс і Раздан, Азат і Веді — з південного заходу і Арпа — з півдня. Середня висота Гегамського гірського масиву — близько 2500 м. Хребет має вулканічне походження, включає велику кількість згаслих вулканів. Довжина хребта — 70 км, ширина — 48 км.

## Назва
Гірське пасмо мало різні найменування, які давали місцеві вірмени і народи, що пізніше прийшли до Вірменії. Найстаріша відома назва — Гегамські гори. Пасмо також відоме під назвами Гегамський хребет, Гегаркуняцькі гори або просто Гегаркуняц (вірм. Գեղարքունյաց). Пізніші тюркомовні назви — Ахманган чи Ахманкан і Ганли-Гйол.
Назву Гегамських гір пов'язують з ім'ям Гегама — правнука легендарного прабатька вірмен Айка.

## Опис

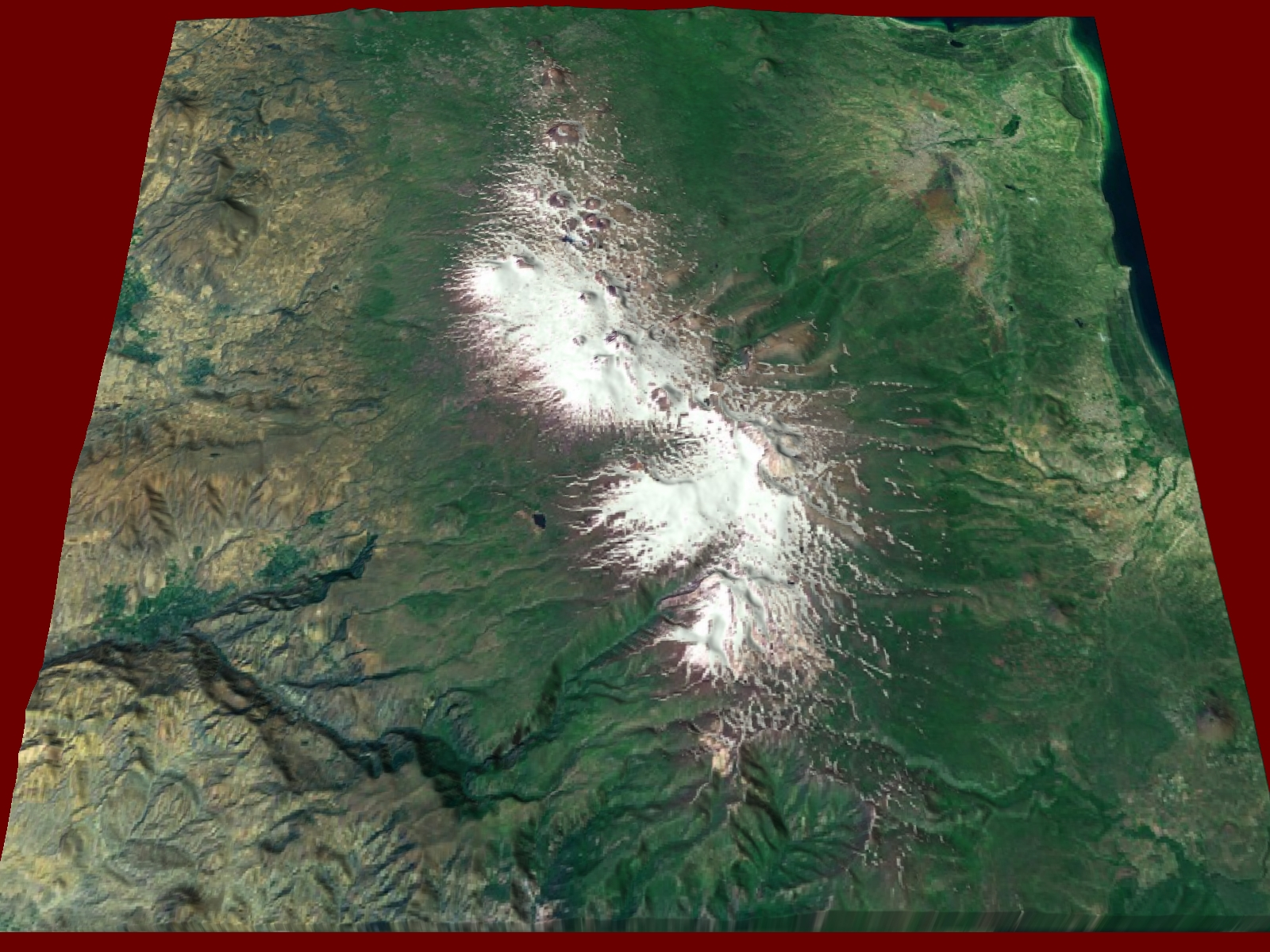
Гегамський хребет, космічний знімок

Найвища точка вододілу — вулкан Аждахак, з висотою 3597 м над рівнем моря, розташований у північній половині хребта. У кратері вулкана утворилося озеро, яке протягом усього року живиться талими водами. Друга за висотою гора — Спітакасар, висотою 3560 м над рівнем моря.
Особливий інтерес у Гегамському хребті представляє озеро Акна. Озеро розташоване на межі Котайкського і Гегаркунікського регіонів.
З хребта беруть початок річки Азат, Веди (басейн Араксу), Гаварагет, Аргічі, Бахтак, Шохвак, Цаккар, Лічк (басейн озера Севан).

## Наскельні малюнки
Велику кількість малюнків, висічених на скелях, було виявлено в Гегамських горах, розташованих на рівні 2600-3200 м. Значна частина малюнків зображує людей в сценах полювання і битв, обробки землі, змагань і танців, а також міфологічні створіння — «вішапи» (дракони). Деякі наскельні малюнки відображають поклоніння материнству, предкам, героям, духам, родючості і часу. Зображені також географічні елементи: річки, озера, джерела, а також астрономічні тіла і явища: Сонце, Місяць, сузір'я, боліди, комети і блискавки.

## Легенди
Південно-східні схили Гегамських гір перетинаються з овіяним легендами Хосровським лісом, оголошеним державним заповідником. За переказами, ліс має штучне походження — ліс був посаджений на сухому кам'янистому схилі в IV ст. за вказівкою вірменського царя Хосрова Котака, згодом запустили туди диких тварин.

## Фото

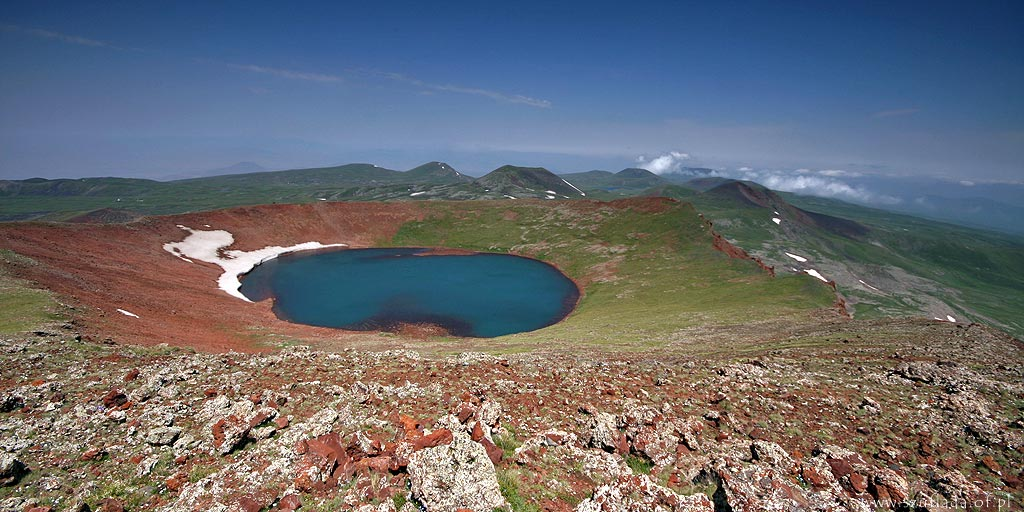
Озеро на вершині Великого Аждаака

## Ресурси Інтернету
- Вулкан Аждаак // Ереван. — 2005. — № 5. [Архівовано 3 травня 2014 у Wayback Machine.]
- The Mystery of Azhdahak [Архівовано 13 листопада 2012 у Wayback Machine.]
- Вступ [Архівовано 13 березня 2012 у Wayback Machine.]
- Міфи Аждаака — Геологія [Архівовано 23 вересня 2015 у Wayback Machine.]
- Наскельні Малюнки [Архівовано 3 квітня 2015 у Wayback Machine.]